# Allophylus jejunus
Allophylus jejunus là một loài thực vật có hoa trong họ Bồ hòn. Loài này được Standl. ex Lundell mô tả khoa học đầu tiên năm 1934.